# Carolina Åhlström
Carolina Fredrica Åhlström, född 12 augusti 1782 i Maria Magdalena församling, Stockholm, död 28 mars 1860 i Hedvig Eleonora församling, Stockholm, var en svensk kompositör.

## Biografi
Carolina Åhlström föddes 12 augusti 1782 i Maria Magdalena församling, Stockholm. Hon var dotter till bokhållaren i Krigskollegium Olof Åhlström och Hedvig Charlotta Lenngren. Hon avled 28 mars 1860 i Hedvig Eleonora församling, Stockholm.

## Musikverk
- Den lilla flickan Jag känner ännu verlden föga. Barnvisa som skrevs senast 1806.[7]